# Clermont (Oise)
 Denne artikel omhandler byen i departementet Oise i det nordlige Frankrig. Opslagsordet har også en anden betydning, se Clermont.
Clermont er en by og kommune i departementet Oise i det nordlige Frankrig. Den har 10.704 (2022) indbyggere.